# Azaditornet
Azaditornet (persiska: برج آزادی, Borj-e Azadi, "Frihetstornet") är ett torn tillika känt landmärke för det moderna Teheran. 
Det ligger i distriktet Tarascht. Tornet byggdes 1971 i samband med 2500-årsjubileet av det persiska riket och döptes då till Shahyad ("monument till shahen"). Efter den iranska revolutionen 1979 döptes det om till Azaditornet. Det 50 meter höga tornet är ritat av den iranske arkitekten Hossein Amanat och kombinerar element från islamisk och sassanidisk arkitekturstil. Det är täckt med över 25 000 vita stenar hämtade från Isfahans rika fyndigheter av marmor.
Under tornet finns ett museum om iransk historia och kultur. Ett av föremålen är en kopia av Kyros cylinder (originalet finns på British Museum i London). En översättning av inskriptionen på cylindern har skrivits med gyllene bokstäver på en av museets väggar.
Azaditornet är placerat på det 50 000 kvadratmeter stora Azaditorget, där det också finns en park och flera fontäner.

## Galleri

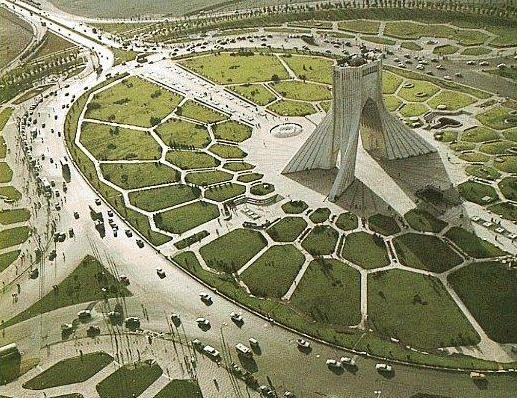
Azaditorget med Azaditornet 1971
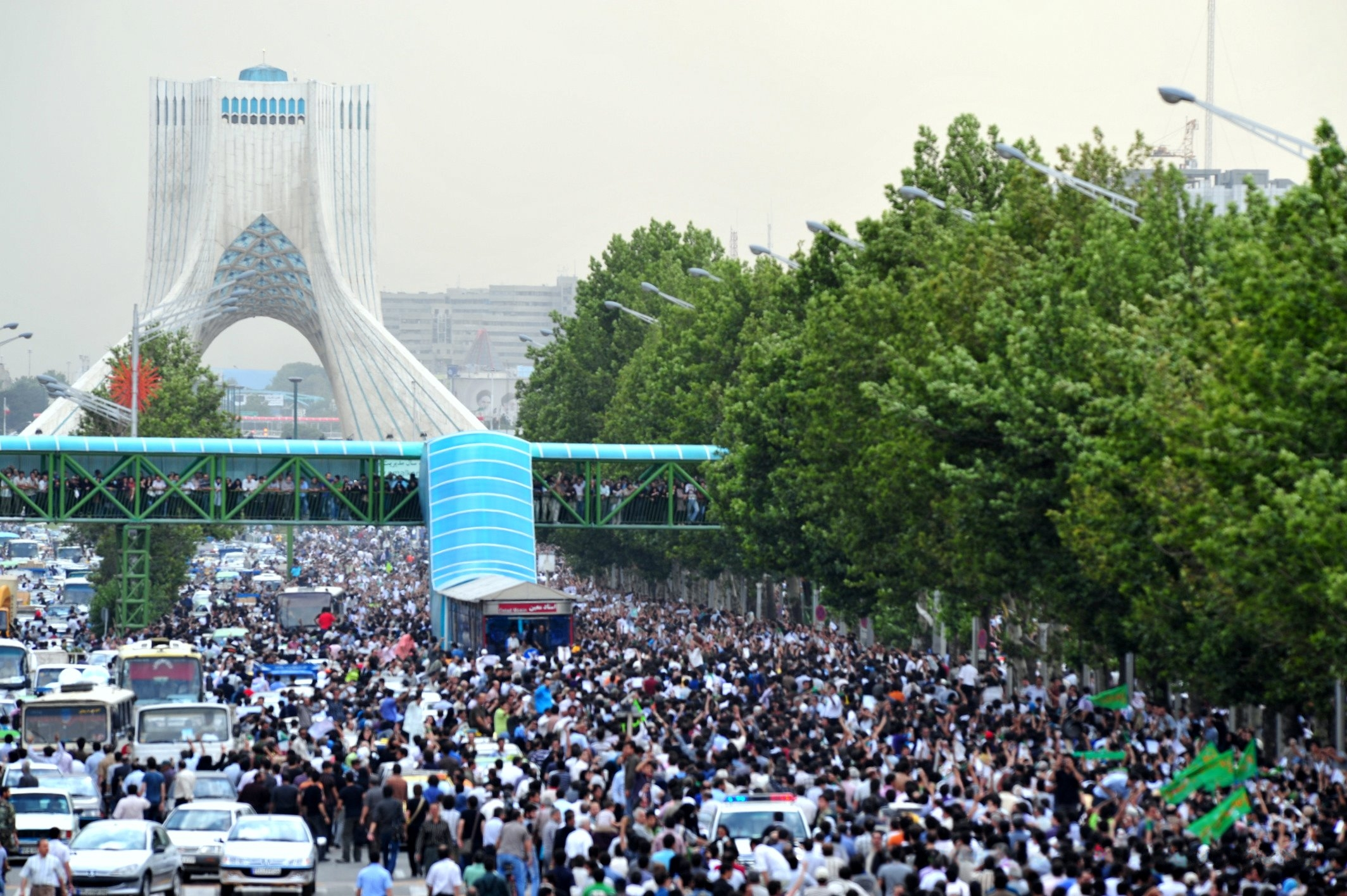
Gröna revolutionen 2009
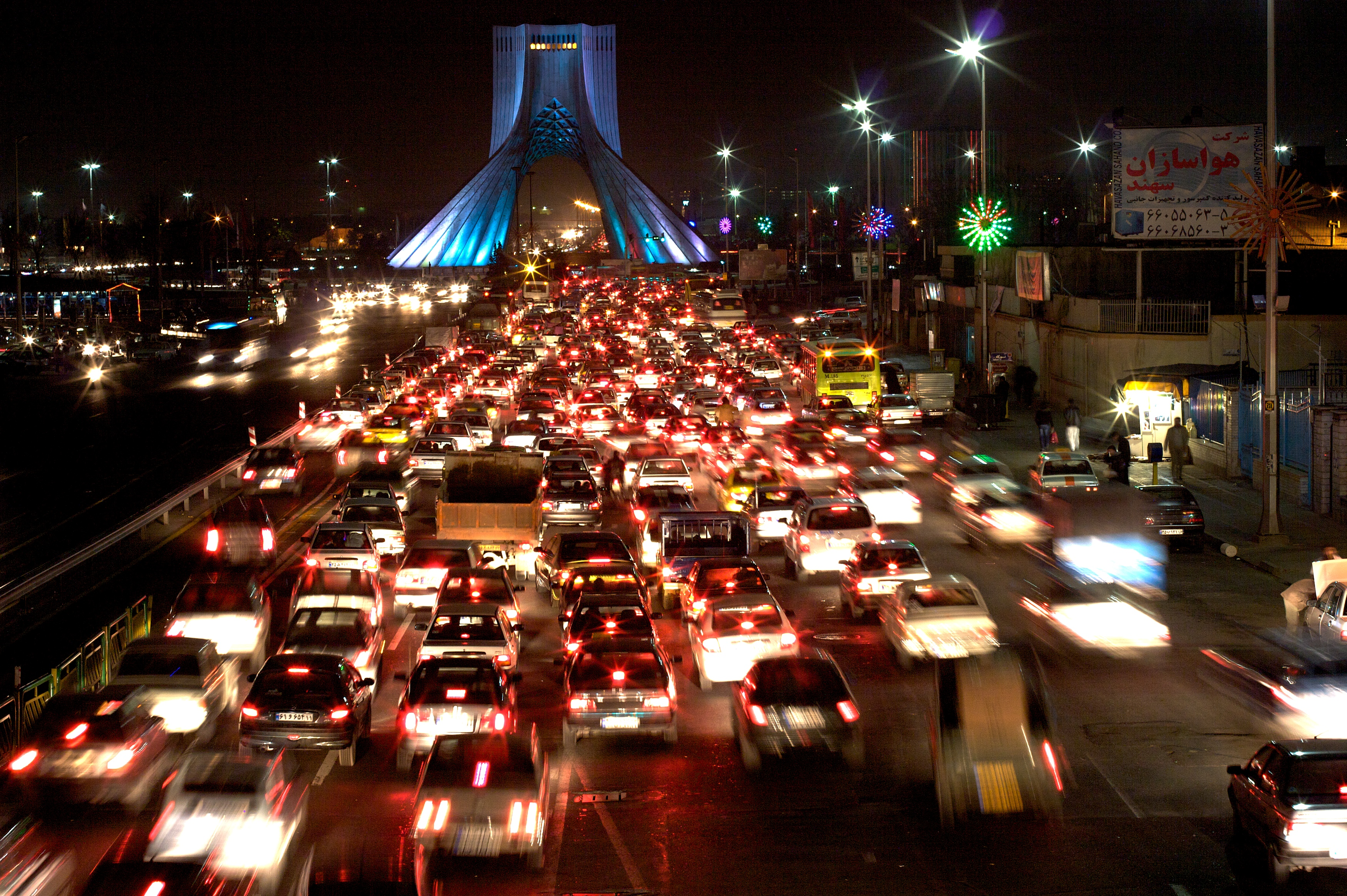
Nattbild